# Reihaniya
Pour les articles homonymes, voir le village palestinien expulsé en 1948, Al-Rihaniyya ; pour le village libanais, voir Rihaniyeh.
Reihaniya (רִיחָנִיָּה, الريحانية, Рихьаные ady), également transcrit Reihaniyye, est un village tcherkesse (ou circassien) dans le nord d’Israël. C’est l’un des deux seuls villages tcherkesses d’Israël, le second étant Kfar Kama.  Situé à 8 km au nord de Safed, il relève de la juridiction du conseil régional de Merom HaGalil. In 2022, il avait une population de 1 242 habitants.

## Toponymie
Le nom du village viend de Rehan, la myrthe.

## Démographie
La population est actuellement à 75 % d’ethnie tcherkesse. Les jeunes partent faire leurs études à l’université d'Haïfa, la plus proche, puis reviennent au village. Les 25 % restants sont Arabes musulmans (Palestiniens).
Les Tcherkesses ont conservé leur langue d’origine.
Dix-sept familles palestiniennes habitent à Reihaniya.

## Histoire

### Arrivée des Tcherkesses
Les Tcherkesses arrivent au Moyen-Orient après avoir été expulsés de leur patrie en Ciscaucasie après le génocide circassien. Les Tcherkesses, qui ont combattu durant une guerre de cent ans contre la Russie, sont massacrés et expulsés par la Russie tsariste. L’empire ottoman les accueille et leur permet de s’installer, d’abord en Macédoine et en Bulgarie d’où ils doivent partir après la conférence de Berlin. Les tribus circassiennes sont alors déplacées par bateau en Palestine et en Syrie, dans le vilayet de Beyrouth. L’empire ottoman les envoie sur le Golan pour séparer les Druzes et les Bédouins ; des communautés issues d’autres peuples, comme des Ossètes, des Tatars et des Turkmènes sont installées dans la même région.
Les Tcherkesses de Reihaniya sont originaires de la vallée de la Belaïa, Valaïa en abzakh. Après avoir débarqué à Qisarya, ils s’installent dans la zone appelée Burak Alma ("les bassins d’Alma"). Le village de Reihaniya est construit en 1873, mais ce n’est qu’en 1878 que des familles tcherkesses de la tribu des Abzakh arrivent des actuelles Adyguée et de Karatchaïévo-Tcherkessie. Les autorités ottomanes leur laissent choisir les terres où ils souhaitent s’installer, mais elles sont prises à des Arabes, qui accueillent donc mal ces nouveaux arrivants. En 1880, le village est établi et peuplé de 66 familles, la plupart des Abzakhs. Les autres Tcherkesses sont installés à Kfar Kama et Khirbet Çerkes, dans une zone marécageuse. Les habitants de ce dernier village, décimés, rejoignirent au bout de quelques années ceux de Kfar Kama et Reyhaniya.
À cause de l’hostilité des Arabes alentour, le village est construit en rectangle, sans espaces entre les maisons, qui communiquaient toutes par l’intérieur en cas d’attaque ; les fenêtres sont petites, haut placées et tournées vers l’extérieur du village, pour se défendre d’une attaque. Au départ, le village accueille 66 familles dans 56 maisons, dont quelques-unes non-Tcherkesses.

### Mandat britannique
Le recensement de 1922 opéré par le Royaume-Uni en Palestine mandataire donne pour « Rihania » une population de 211 habitants, tous musulmans, et 222 en 1931, toujours musulmans, et 53 maisons. Durant cette période, les enfants de Reihaniya sont scolarisés à l'école primaire du village arabe voisin d'Alma.
Au recensement de 1945, toujours par la puissance mandataire, la population était de 290 personnes (tous musulmans), ; les terres du village occupaient 6 137 dunams dont 271 étaient irrigués ou plantés en vergers, 4 725 aux cultures de céréales et 89 dunams construits.

### Guerre israélo-arabe de 1948-1949
En 1948, pendant l’opération Hiram (29–31 octobre), la 7e brigade bombarde et prend les villages de la région. Tous les villages arabes sont vidés de leur population. Les villageois se rendent à l’armée israélienne et sont autorisés à rester sur place. En novembre 1949, un plan d’expulsion de Reihaniya et de cinq autres villages proches de la frontière du Liban, est présenté au gouvernement israélien. Le plan est soutenu avec force par l’armée israélienne, mais le ministre des Finances s’y opposa, préoccupé par l’éventuelle réponse internationale. Les 25 % de Palestiniens vivant à Reihaniya sont originaires des villages alentour vidés de force et sont accueillis par les Tcherkesses. [réf. nécessaire]Les Tcherkesses restent soumis à la loi martiale jusqu’en 1966 comme les villages arabes. Israël a tenté de déplacer le village, qu’il trouvait trop proche de la frontière du Liban, mais les habitants du village ont refusé.
Le village étant proche de la frontière du Liban, il maintient des relations avec les villages de l’autre côté de la frontière. En 1953, à cause des tensions croissantes entre la communauté et l’État, les autorités déclenchent une campagne de sécurisation, encerclent le village et fouillent les habitations. Les marchandises de contrebande trouvées convainquent les autorités israéliennes qu’il faut expulser les villageois. Le choix se porte sur une déportation vers Kfar Kama, l’autre village tcherkesse d’Israël. Deux communautés sont consternées : le conseil régional de Galilée, qui voit croitre la population musulmane de Kfar Kama « des nouveaux résidents non appelés et indésirables dans la région » et qui proteste contre une augmentation du nombre de musulmans en Basse-Galilée ; la seconde communauté consternée sont les villageois de Kfar Kama, « en colère contre cette atteinte à leur honneur. Une quarantaine d’entre eux se préparent à partir pour la Turquie » où sont installés la plupart des Tcherkesses ayant quitté la Russie. Face à ces oppositions, les autorités renoncent.

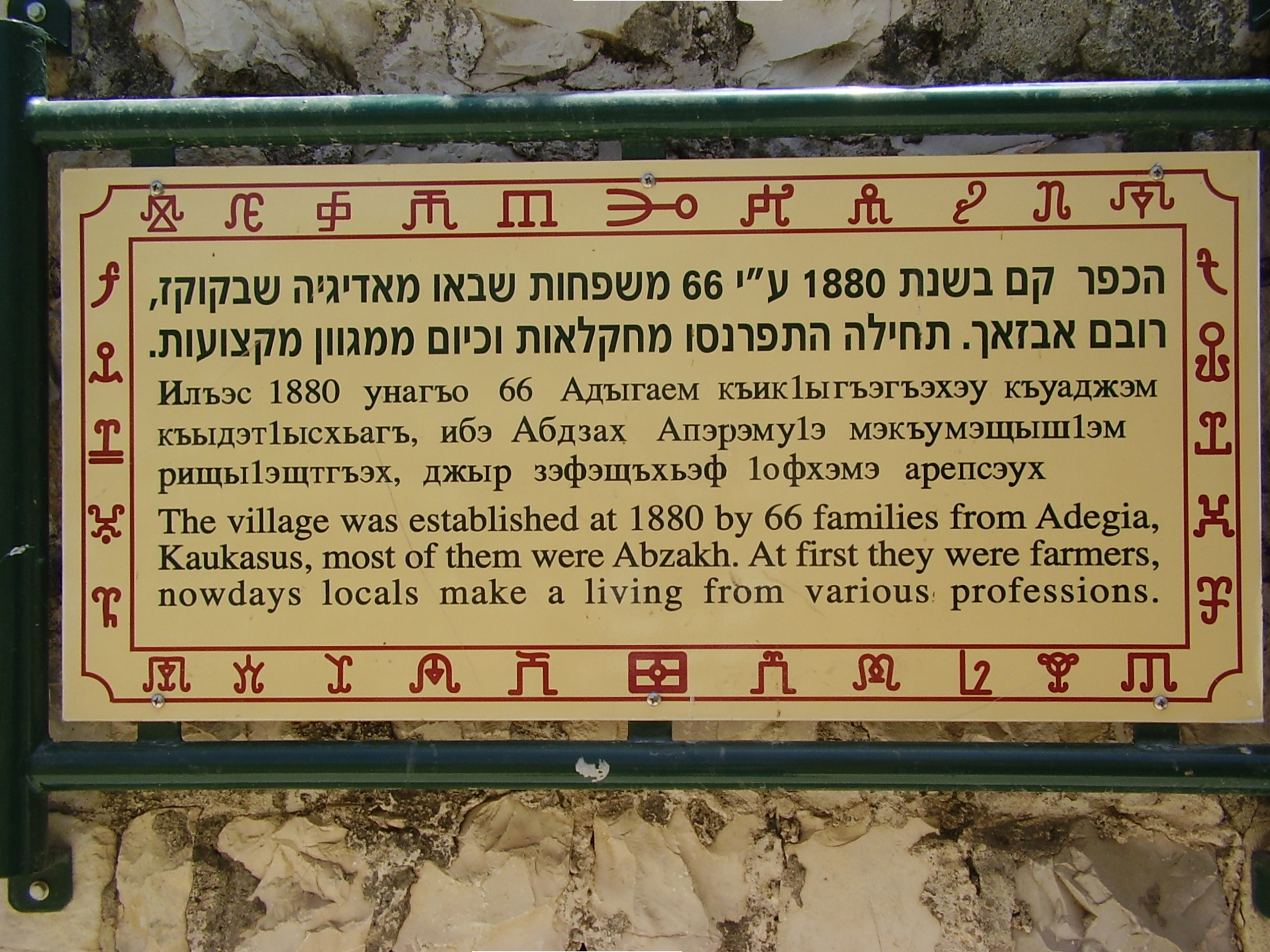
Plaque commémorative à Reihaniya.

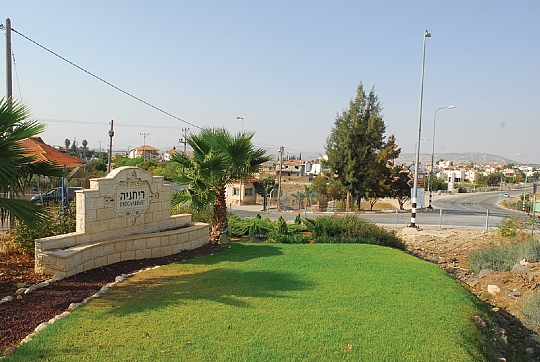
Entrée de Reihaniya.

Les habitants de Rihaniya affrontent une nouvelle menace d’expulsion en 1955, quand « les Circassiens ont été suspectés d’avoir aidé les bandes du Liban à mener à bien leur attaque d’un bus à Meron et d’avoir placé des mines à Alma ». Un grand nombre de Bédouins avait aussi établi leur campement de tentes autour de Rihaniyya et selon Haaretz, il est « au-delà de tout doute » qu’ils utilisaient le campement comme base pour des activités de contrebande et fournissaient des renseignements aux services secrets des pays voisins. Un rapport classé top secret sur le village de 1956 indique que les habitants sont considérés comme inamicaux, que les services de sécurité ont le plus grand mal à recruter des collaborateurs parmi les Tcherkesses, et que les services secrets ennemis pouvaient agir parmi eux facilement. Également, la situation frontalière de Reihaniyya la rend difficile à contrôler. Environ 20 % des 70 hommes adultes étaient suspectés d’abriter les infiltrés et de pratiquer la contrebande.

## Politique et élections
Reihaniya est un des deux villages majoritairement tcherkesse d’Israël, l’autre étant Kfar Kama. Les Tcherkesses sont musulmans et contrairement aux citoyens Arabes d’Israël, font le service militaire dans les forces de défense israéliennes, comme les Druzes auxquels ils sont fréquemment assimilés. Les chefs de village tcherkesses en ont fait la demande dès 1948. Reihaniya obtient un conseil municipal en 1950. Mais, la population du village étant considérée comme trop faible, il est rattaché au conseil régional de MErom Ha Galil avec huit villages communautaires, un kibboutz, 13 moshavim et un village druze.
Les Tcherkesses, comme les Druzes, bénéficient d’un statut particulier parmi les musulmans vivant en Israël, en lien avec le service militaire qu’ils effectuent. En 2006-2007, l’État israélien accordait environ 5 millions de shekels par an pour le développement de ses infrastructures, contre environ 400 000 shekels pour un village arabe. Malgré tout, non-juifs, ils sont considérés comme des citoyens de seconde zone en Israël. Cependant, après les bombardements du Hezbollah lors de la guerre du Liban de 2006, les villages juifs touchés sont indemnisés à 100%, alors que les villages arabes ne le sont pas. Reihaniya est classé dans les villages totalement indemnisés (comme les villages druzes), ce qui soulève l’indignation dans villages palestiniens voisins. Mais dans les faits, les fonds ne sont pas versés ou incomplètement aux Druzes et aux Tcherkesses, ce qui les met dans de graves difficultés. Le village est protégé par une clôture dotée de trois portails et surveillée par des gardiens ; clôture et gardiens sont payés par l’État.
Aux élections législatives de 2009, le village vote à 40 % pour les travaillistes, 9 % pour Kadima, et à 24 % pour le parti d’extrême-droite Israel Beytenou. Probablement issu de la communauté tcherkesse, ce vote peut s’expliquer par le discours d’Avigdor Liberman qui prône la valorisation des populations loyales à Israël et par le besoin de la minorité tcherkesse de se distinguer du reste de la population (qui compte à Reihaniya 25 % de Palestiniens). Le vote travailliste y a aussi été plus élevé que dans le reste d’Israël (aux environs de 10 %). Enfin, la liste arabe unie (Ramm Ta’al) obtient 7% soit le double de son score national, ce qui peut être dû à la présence de Palestiniens dans le village. En 2013, le représentant du village était Samir Heroun.
Les chefs de village de Reihaniya ont tous été militaires : cela est probablement dû à l’importance de la carrière militaire pour une carrière politique en Israël, où la majorité des premiers ministres ont occupé des postes militaires importants.

## Culture
Le village est construit dans le style tcherkesse qui a ses racines dans le Caucase, avec les maisons accolées les unes aux autres formant une muraille protégeant le village, dont des restes subsistent jusqu’en 2008. La mosquée est de style tcherkesse, avec d’importantes différences avec les mosquées arabes. Un musée et un centre culturel tcherkesse se trouvent au village.
Cette culture permet à un tourisme folklorique d’exister, les Israéliens juifs de la région venant visiter le village. Un festival annuel de culture tcherkesse est organisé entre les deux villages.
Le maintien d’une identité propre est importante pour les Tcherkesses, et la particularité de la société israélienne qui par divers mécanismes distingue fortement les différentes communautés a favorisé le maintien d’une culture propre. Les Tcherkesses pratiquent donc bien l’hébreu, l’arabe (pour être de bons musulmans) et l’adyguéen. À Reihaniya, les habitants ont fait le choix d’un enseignement en hébreu et en arabe au gan khova, le jardin d’enfants ; à l’école primaire, les écoliers reçoivent les cours de mathématiques en arabe, en plus du cours d’arabe et du cours d’hébreu. Ils ne commencent à recevoir des cours de tcherkesse qu’à 8 ans, en même temps que l’anglais (et deux heures d’histoire et géographie en hébreu). À 9 ans, ils ont aussi deux heures d’histoire tcherkesse (en hébreu). Parmi les 151 élèves de l’école en 2009 (6-13 ans), 49 étaient Palestiniens.

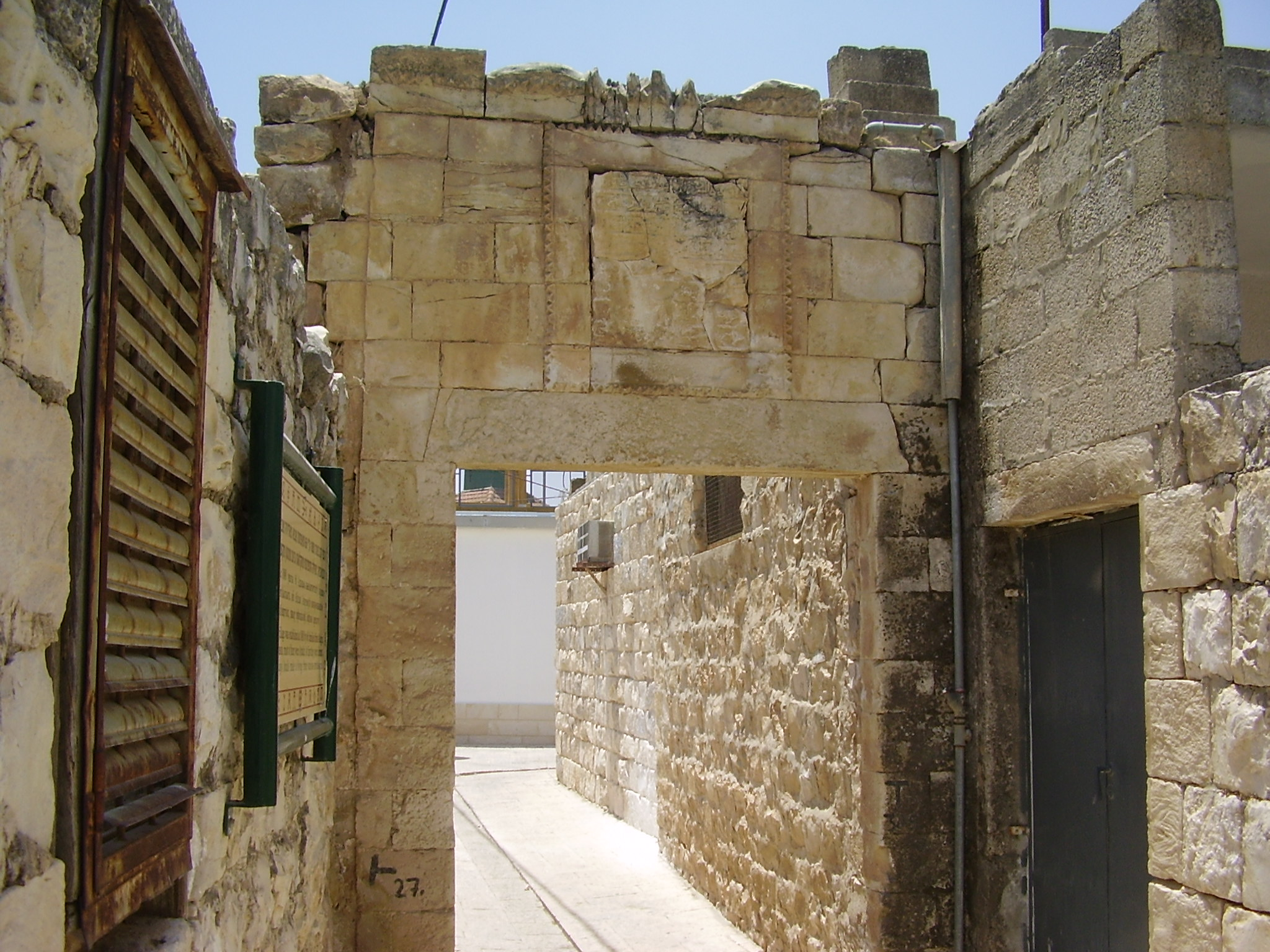
Restes de la muraille.
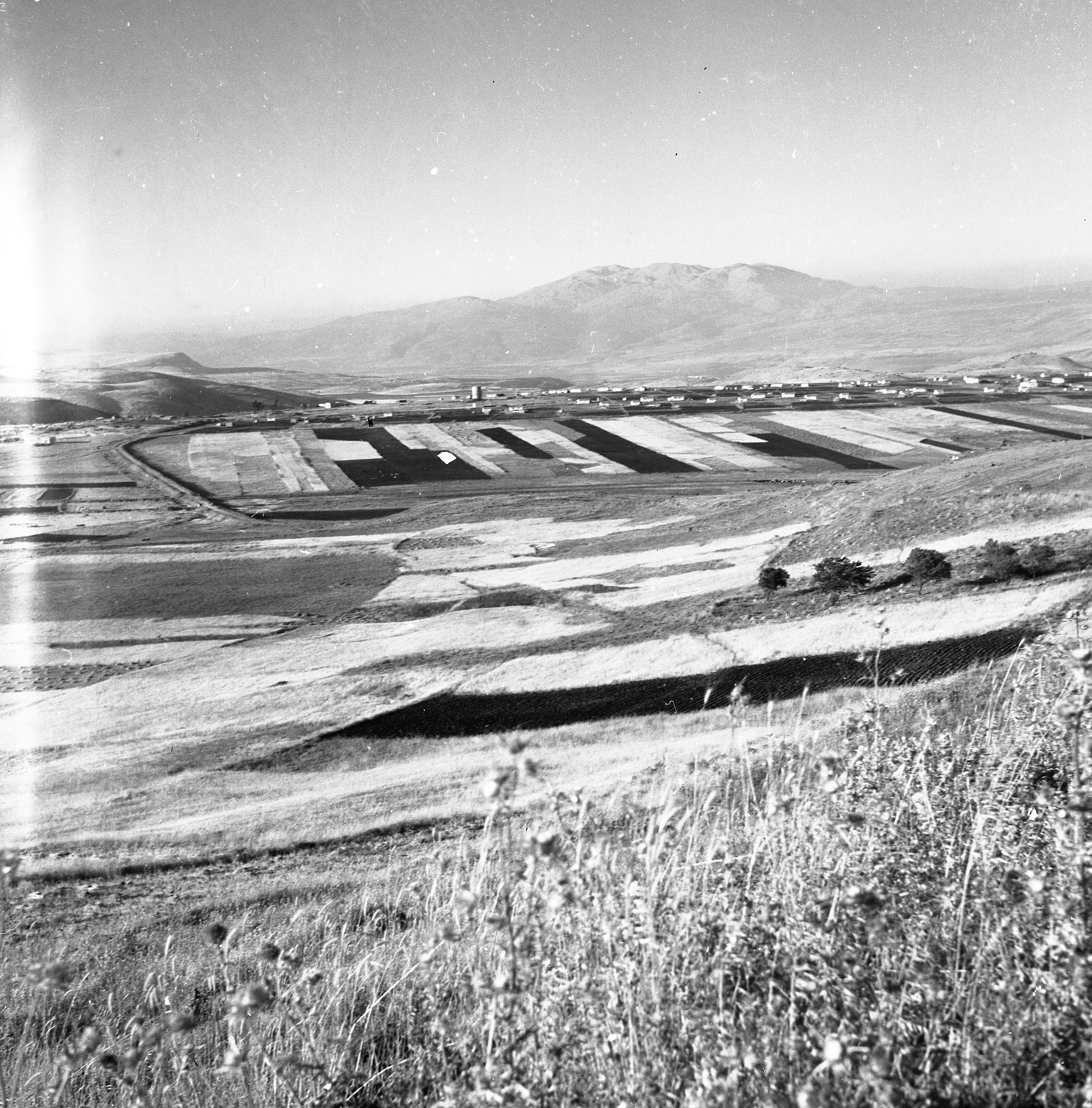
La campagne autour de Reihaniya au printemps 1956.
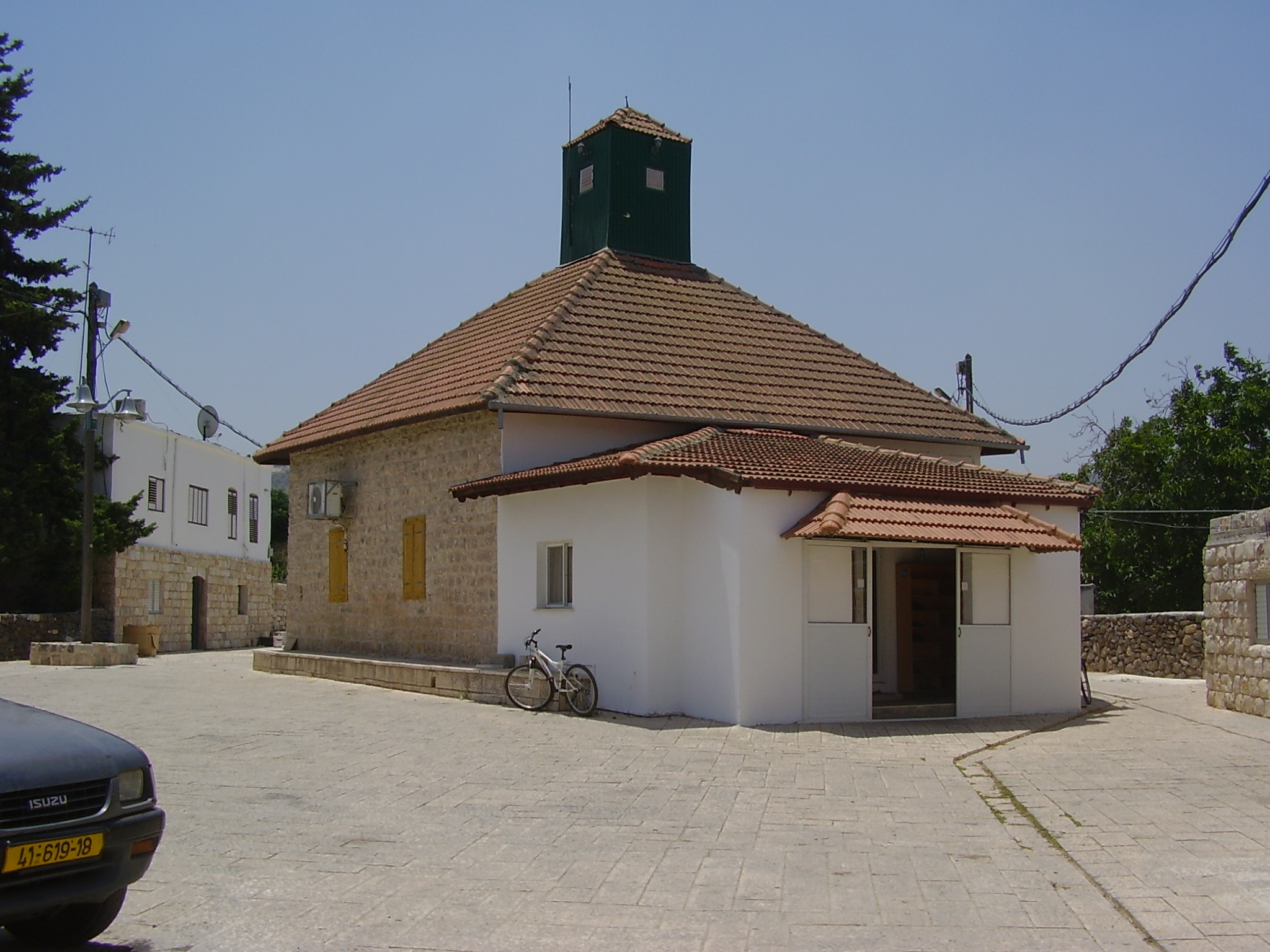
La mosquée.
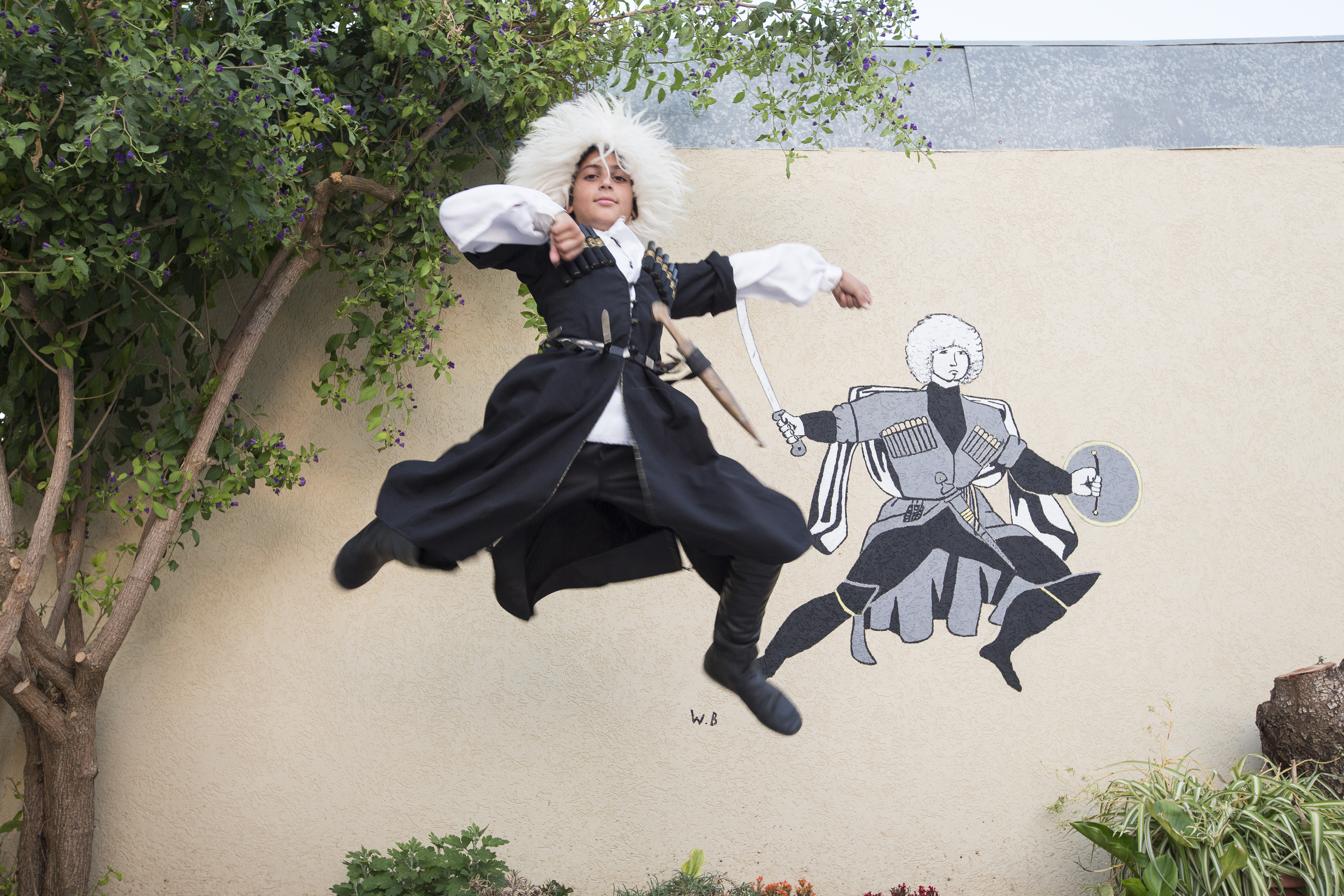
Enfant dansant une danse circassienne.